# あなたを保つもの/まだうごく
「あなたを保つもの/まだうごく」（あなたをたもつもの/まだうごく）は、坂本真綾とコーネリアスによるコラボレーション・シングル。2015年6月17日にFlyingDogから発売された。

## 概要
『攻殻機動隊 ARISE』シリーズのテレビアニメおよび劇場版の主題歌を両A面に据えたコラボレーション・シングル。「あなたを保つもの」はテレビアニメ『攻殻機動隊 ARISE ALTERNATIVE ARCHITECTURE』のオープニングテーマ、「まだうごく」は劇場用アニメ映画『攻殻機動隊 新劇場版』の主題歌にそれぞれ起用された。音楽プロデュースはアニメシリーズの音楽も手掛けるコーネリアスが担当し、ボーカルはシリーズの主人公・草薙素子の声も演じている坂本真綾が担当している。
両曲は本作同日発売のサウンドトラックアルバム『攻殻機動隊 新劇場版 O.S.T.』に収録されており、当初はカップリングの「東京寒い」のみが坂本の単独名義でのアルバム『FOLLOW ME UP』に収録されていたが、2020年に両曲がシングルコンピレーション『シングルコレクション+ アチコチ』に収録された。

## シングル収録内容
| 全作詞: 坂本慎太郎、全作曲・編曲: 小山田圭吾。 |                      |            |            |      |
| #                                              | タイトル             | 作詞       | 作曲・編曲 | 時間 |
| 1.                                             | 「あなたを保つもの」 | 坂本慎太郎 | 小山田圭吾 | 3:57 |
| 2.                                             | 「まだうごく」       | 坂本慎太郎 | 小山田圭吾 | 5:48 |
| 3.                                             | 「東京寒い」         | 坂本慎太郎 | 小山田圭吾 | 5:05 |
| 合計時間:                                      | 合計時間:            | 14:50      |            |      |